# Амберг, Вильгельм Август Лебрехт
Вильгельм Август Лебрехт Амберг (нем. Wilhelm Amberg; 25 февраля 1822[…], Берлин — 8 сентября 1899, Берлин) — немецкий художник, признанный мастер жанровой живописи XIX века.

## Биография
Вильгельм Август Лебрехт Амберг родился 25 февраля 1822 года в столице Германии городе Берлине.
Искусство рисования Амберг изучал сперва в Берлинской академии художеств под руководством Вильгельма Хербига (нем. Friedrich Wilhelm Heinrich Herbig), затем, с 1839 по 1842 год Вильгельм Амберг посещает художественную студию Карла Бегаса, а затем с 1844 по 1845 год перенимает приёмы письма в городе Париже у признанного мастера Леона Конье. Во время пребывания во Франции Амберг начинает принимать участие в художественных выставках.

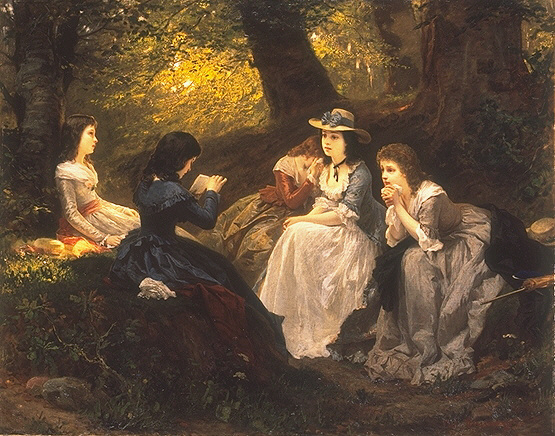
Образец жанровой живописи Амберга

Закончив обучение, в поисках вдохновения Амберг много путешествует по Италии, побывав в Венеции, Неаполе, Перудже, Риме, и Ватикане, где знакомится с работами величайших мастеров живописи. В 1847 году, по возвращении в Германию, Амберг некоторое время прожил в Мюнхене, но затем снова перебрался в столицу.
В 1869 Вильгельм Амберг был избран членом Берлинской академии художеств.
В 1873 году в столице Австрии городе Вене Вильгельм Август Лебрехт Амберг получил всеобщее признание и был награждён почётной медалью «За заслуги в искусстве», а четыре года спустя получил золотую медаль.
В 1886 году Вильгельм Амберг вошёл в состав Учёного совета Берлинской академии художеств.
Помимо жанровой живописи, Амберг рисовал иллюстрации для журналов самой разной направленности, а также достаточно серьёзно занимался литографией.
Вильгельм Август Лебрехт Амберг умер 8 сентября 1899 года в городе Берлине в возрасте семидесяти семи лет.